# Говорун Дмитро Миколайович
Говорун Дмитро Миколайович (18 травня 1950, Опішня, Полтавський район, Полтавська область — 20 грудня 2020) — український вчений у галузі молекулярної біофізики, член-кореспондент Національної академії наук України (з 2006 року), кандидат фізико-математичних наук (1987), доктор біологічних наук (2000), професор (з 2004 року).

## Біографія
У 1972 закінчив з відзнакою Київський державний університет імені Т. Г. Шевченка за спеціальністю «радіофізика (нелінійна оптика)».
Трудову діяльність розпочав після закінчення аспірантури у 1976 році як молодший науковий співробітник університету. З 1987 працював в Інституті молекулярної біології і генетики НАН України на посаді старшого наукового співробітника, потім завідувача відділу молекулярної та квантової біофізики. З 2003 року — заступник директора Інституту з наукової роботи.
Читав курс лекцій у Київському національному університеті імені Тараса Шевченка.
Був заступником головного редактора наукового журналу «Biopolymers and Cell» та членом редакційної колегії журналу «Ukrainica Bioorganica Acta».

## Наукові інтереси
Основна галузь наукових інтересів — квантова біологія. Науковий напрям — пошук універсальних фізико-хімічних підвалин специфічності взаємодії між компонентами нуклеопротеїдних комплексів та встановлення ролі прототоропної таутомерії нуклеїнових кислот і перенесення протона в елементарних актах білково-нуклеїнового та нуклеїново-нуклеїнового впізнавання. Під керівництвом професора було виконано 6 кандидатських дисертацій.

## Звання та нагороди
Нагороджений Грамотою Верховної Ради України (2003), нагрудним знаком «Винахідник СРСР», «Відмінник освіти України», «Знак Пошани». Лауреат Державної премії України в галузі науки і техніки (2008), лауреат премії НАН України ім. С. М. Гершензона (2008). Почесне звання «Заслужений діяч науки і техніки України» (Указ Президента України № 331/2012 від 18 травня 2012 року).
У 2016 році нагороджений премією Scopus Awards Ukraine в номінації «Найкращий колектив вчених, який досяг значних наукових результатів без західних колаборацій» (разом з ученицею О. О. Броварець).

## Наукові праці
Більше 320 наукових робіт, серед них 46 авторських свідоцтв на винаходи та патентів.